# Tamsica hyacinthina
Tamsica hyacinthina là một loài bướm đêm thuộc họ Crambidae. Nó là loài đặc hữu của Oahu và Hawaii.